# Vejrhøj
Vejrhøj är en kulle och gravhög i Danmark.   Den ligger i Odsherreds kommun i Region Själland, i den östra delen av landet på ön Själland 70 km väster om Köpenhamn. Toppen på Vejrhøj är 120 meter över havet. Närmaste större samhälle är Jyderup, 14 km söder om Vejrhøj. Trakten runt Vejrhøj består till största delen av jordbruksmark.